# スタンブル・イントゥ・グレース
| 専門評論家によるレビュー | 専門評論家によるレビュー |
| 総スコア                 | 総スコア                 |
| 出典                     | 評価                     |
| ------------------------ | ------------------------ |
| Metacritic               | 87/100                   |
| レビュー・スコア         |                          |
| 出典                     | 評価                     |
| オールミュージック       | [ 2 ]                    |
| ガーディアン             | [ 3 ]                    |

『スタンブル・イントゥ・グレース』(Stumble into Grace) は、 エミルー・ハリスによるメジャーレーベルでの20枚目のスタジオアルバム。ビルボードのカントリーアルバムチャートで第6位を記録した。 前作『レッド・ダート・ガール』同様にこのアルバムでもかなりの数のハリス自身の作品が含まれている。

## トラックリスト
| #   | タイトル                                                                    | 作詞 | 作曲・編曲 | 時間 |
| --- | --------------------------------------------------------------------------- | ---- | ---------- | ---- |
| 1.  | 「Here I Am」(Emmylou Harris)                                               |      |            | 3:47 |
| 2.  | 「I Will Dream」(Harris, Kate McGarrigle, Anna McGarrigle)                  |      |            | 5:00 |
| 3.  | 「Little Bird」(Harris, Kate McGarrigle, Anna McGarrigle)                   |      |            | 3:14 |
| 4.  | 「Time in Babylon」(Harris, Jill Cunniff)                                   |      |            | 4:37 |
| 5.  | 「Can You Hear Me Now」(Harris, Malcolm Burn)                               |      |            | 5:37 |
| 6.  | 「Strong Hand (For June)」(Harris)                                          |      |            | 3:16 |
| 7.  | 「Jupiter Rising」(Harris, Paul Kennerley)                                  |      |            | 3:03 |
| 8.  | 「O Evangeline」(Harris)                                                    |      |            | 5:41 |
| 9.  | 「Plaisir d'Amour」(Traditional arranged by Harris, Kate & Anna McGarrigle) |      |            | 2:22 |
| 10. | 「Lost Unto This World」(Harris, Daniel Lanois)                             |      |            | 4:34 |
| 11. | 「Cup of Kindness」(Harris)                                                 |      |            | 3:55 |

## パーソネル
- エミルー・ハリス- ボーカル、アコースティックギター、6弦ベースギター
- トニー・ホール - ベース、ギター、バッキングボーカル
- ブラディ・ブレイド - ドラム、バッキングボーカル
- イーサン・ジョンズ - ドラム、エレキギター
- ジュリー・ミラー -バッキング・ボーカル
- ジェイン・シバリー - バッキングボーカル
- マルコム・バーン -ベース、エレキギター、ピアノ、口笛、チュランガ、パーカッション、ハーモニカ、フェンダーロードス、B2オルガン、バッキングボーカル
- バディ・ミラー -アコースティックギター、エレキギター
- ケイト・マクギャリグル -アコーディオン、アコースティックギター、バッキングボーカル
- アンナ・マクギャリグル -アコーディオン、バッキングボーカル
- ダリル・ジョンソン -パーカッション、ベース、バッキングボーカル
- ダニエル・ラノワ -ペダルスチールギター、エレクトロニックオーケストラ、バッキングボーカル
- バーニー・レドン -エレキギター
- リンダ・ロンシュタット -バッキングボーカル
- ケヴィン・セイラム-エレキギター
- コリン・リンデン -エレキギター
- ジリアン・ウェルチ -バッキング・ボーカル
- ジル・カンニフ - バッキングボーカル
- ジョー・ウェスト - エンジニア

## チャートでのパフォーマンス
| グラフ（2003）                           | ピーク ポジション |
| ---------------------------------------- | ----------------- |
| 米国のビルボードトップカントリーアルバム | 6                 |
| 米国ビルボード 200                       | 58                |